# Hinojal (kommun)
Hinojal är en kommun i Spanien.   Den ligger i provinsen Provincia de Cáceres och regionen Extremadura, i den centrala delen av landet, 240 km väster om huvudstaden Madrid. Antalet invånare är 443.